# Membre de la Royal Society
Le titre de membre ou fellow de la Royal Society (FRS, ForMemRS et HonFRS) est une récompense accordée par les sociétaires de la Royal Society de Londres à des personnes qui ont apporté une « contribution substantielle à l'amélioration des sciences de la nature, y compris les mathématiques, les sciences de l'ingénieur et la médecine ».
Devenir fellow de la Royal Society, la plus ancienne académie scientifique dont l'existence n'a jamais été interrompue, est un honneur important. Il a été décerné à de nombreux scientifiques éminents à travers l'histoire, dont Isaac Newton (1672), Michael Faraday (1824), Charles Darwin (1839), Ernest Rutherford (1903), Srinivasa Ramanujan (1918), Albert Einstein (1921), Paul Dirac (1930), Winston Churchill (1941), Subrahmanyan Chandrasekhar (1944), Dorothy Hodgkin (1947), Alan Turing (1951), Lise Meitner (1955) et Francis Crick (1959),. Plus récemment, le titre été décerné à Stephen Hawking (1974), David Attenborough (1983), Tim Hunt (1991), Elizabeth Blackburn (1992), Raghunath Mashelkar (1998), Tim Berners-Lee (2001), Venki Ramakrishnan (2003 ), Atta-ur-Rahman (2006), Andre Geim (2007), James Dyson (2015), Ajay Kumar Sood (2015), Subhash Khot (2017) et environ 8 000 autres au total, dont plus de 280 lauréats du prix Nobel depuis 1900. En octobre 2018, il y a environ 1 689 membres vivants, étrangers et honoraires, dont 85 lauréats du prix Nobel.

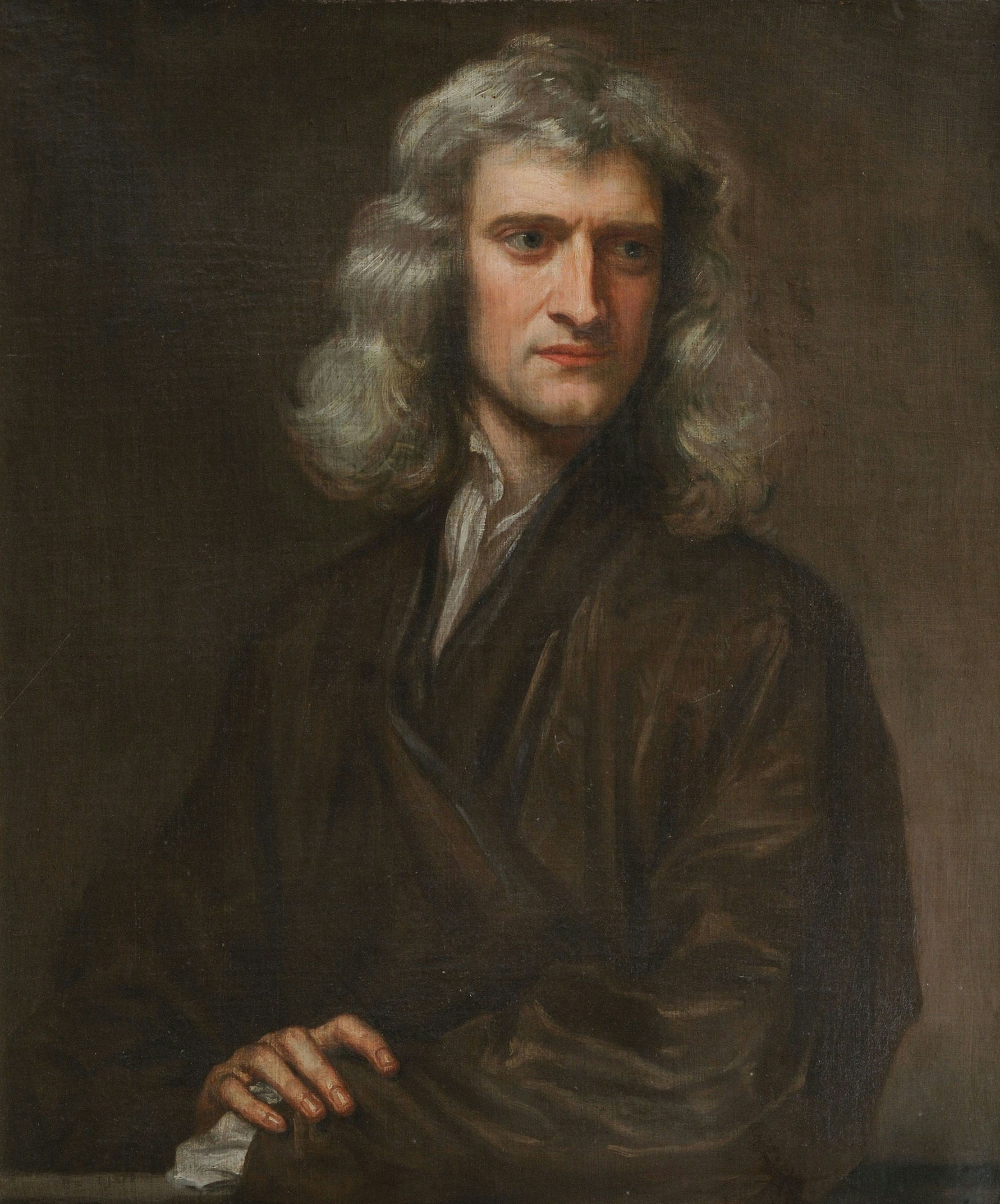
Élu en 1672, Isaac Newton a été l'un des premiers membres de la Royal Society.

L'élection à la Royal Society a été décrite par The Guardian comme « l'équivalent d'un Oscar pour l'ensemble de sa carrière » et plusieurs institutions célèbrent l'élection des nouveaux membres chaque année,,,,,,.

## Statuts de membre

Stephen Hawking a été élu membre en 1974

Jusqu'à 60 nouveaux Fellows (FRS), membres honoraires (HonFRS) et membres étrangers (ForMemRS) sont élus chaque année, fin avril ou début mai, parmi quelque 700 candidats proposés chaque année. Les nouveaux membres ne peuvent être nommés que par des membres actifs dans l'une des catégories décrites ci-dessous.

### Membre (fellow)
Chaque année, jusqu'à 52 nouveaux membres sont élus au Royaume-Uni, dans le reste du Commonwealth et en Irlande, ce qui représente environ 90 % de la société,. Chaque candidat est considéré sur ses mérites et peut venir de n'importe quel domaine de la communauté scientifique. Les membres sont élus à vie sur la base de l'excellence scientifique et ont le droit d'utiliser les lettres post-nominales FRS.

### Membre étranger

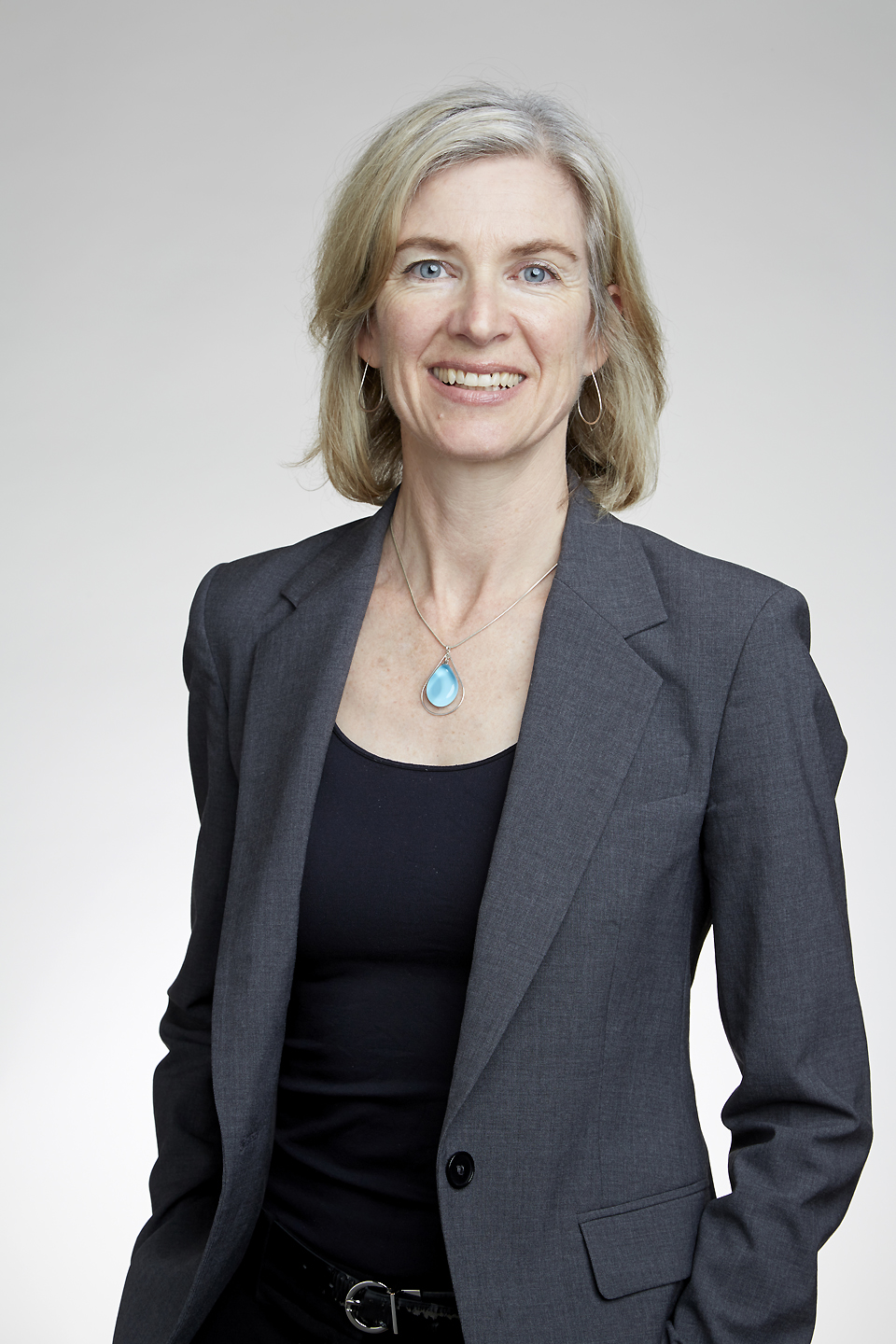
Jennifer Doudna a été élue membre étrangère en 2016

Chaque année, les membres élisent jusqu'à dix nouveaux membres étrangers. Comme les fellows, les membres étrangers sont élus à vie par leurs pairs sur la base de l'excellence scientifique. En 2016, il y a environ 165 membres étrangers, qui ont le droit d'utiliser les lettres post-nominales ForMemRS.

### Membre honoraire

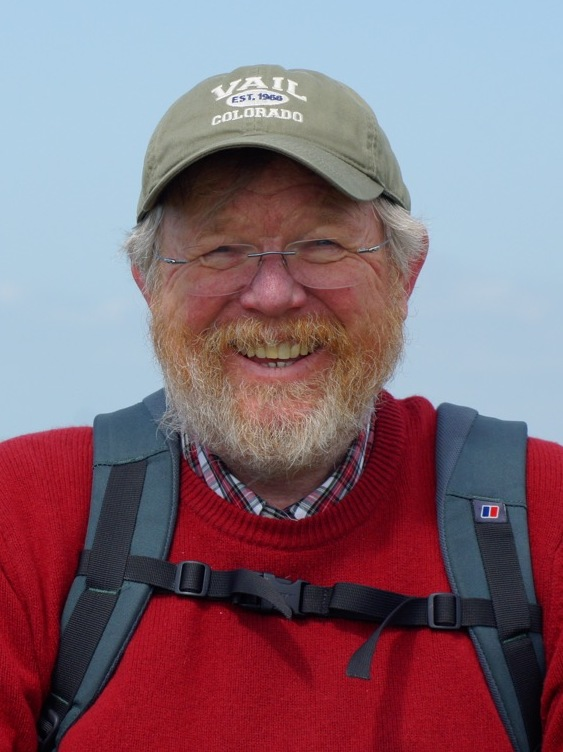
Bill Bryson a été élu membre honoraire en 2013

Le titre de membre honoraire est un titre académique honorifique (en) décerné aux candidats qui ont apporté des contributions remarquables à la science, mais qui n'ont pas le type de réalisations scientifiques requises des membres ou des membres étrangers. Parmi les membres honoraires figurent le directeur général de l'Organisation mondiale de la santé, Tedros Adhanom Ghebreyesus (2022), Bill Bryson (2013), Melvyn Bragg (2010), Robin Saxby (2015), David Sainsbury (2008), Onora O'Neill (2007), John Maddox (2000), Patrick Moore (2001) et Lisa Jardine (2015). Les membres honoraires ont le droit d'utiliser les lettres post-nominales HonFRS.

### Membres sous l'ancien statut 12

David Attenborough a été élu membre en 1983, en vertu de l'ancien statut 12

Le statut 12 était le mécanisme qui permettait d'élire des membres avant la création du statut de membre honoraire en 1997. Parmi les boursiers élus sous le statut 12 figurent David Attenborough (1983) et John Palmer (1991).

### Membre royal
Le conseil de la Royal Society peut recommander des membres de la famille royale britannique pour les faire élire en tant que membre royal de la Royal Society (en). En 2016, il y a cinq membres royaux :
1. Charles III, élu en 1978[32] ;
2. Anne du Royaume-Uni, élue en 1987[33] ;
3. Edward de Kent, élu en 1990[34] ;
4. William de Galles, élu en 2009[35] ;
5. Andrew d'York, élu en 2013[36] ; révoqué en 2022[37].

Élisabeth II n'était pas membre royal de la Society mais elle a accordé son patronage à la société, comme l'ont fait tous les monarques britanniques depuis Charles II. Le Prince consort Philip (1951) a été élu en vertu du statut 12, et non en tant que Royal Fellow.

## Élection de nouveaux membres
L'élection des nouveaux membres est annoncée chaque année en mai, après leur nomination et une période de sélection par les pairs.

### Nomination
Chaque candidat pour devenir membre ou membre étranger est nommé par deux sociétaires de la Royal Society (un proposant et un secondeur), qui signent un certificat de proposition. Dans le passé, il fallait au moins cinq boursiers pour soutenir chaque nomination par le proposant, ce qui a été critiqué pour faire de la Royal Society un « réseau de vieux garçons (en) » et un gentlemen's club élitiste,,. Le certificat d'élection comprend une déclaration des principaux motifs pour lesquels la proposition est faite. Il n'y a pas de limite au nombre de candidatures faites chaque année. En 2015, il y avait 654 candidats à l'élection en tant que membres et 106 candidats comme membres étrangers.

### Sélection
Le conseil de la Royal Society supervise le processus de sélection et nomme 10 comités thématiques, connus sous le nom de comités de section, pour recommander les meilleurs candidats à l'élection. La liste finale, pouvant comporter jusqu'à 52 candidats membres et jusqu'à 10 candidats étrangers, est confirmée par le conseil en avril, et les membres votent à bulletin secret lors d'une réunion en mai. Un candidat est élu s'il obtient les deux tiers des voix des membres votants.
La répartition indicative des nouveaux membres est la suivante : 18 pour les sciences physiques et les sciences biologiques ; et jusqu'à 10 en sciences appliquées, sciences humaines et sciences physiques et biologiques jointes. Un maximum de 6 membres supplémentaires peuvent être « honoraires », « généraux » ou « royaux ». Les candidatures sont examinées par des comités de section, chacun composé d'au moins 12 membres et d'un président, tous membres de la Royal Society. Les membres des 10 comités de section changent tous les trois ans pour atténuer le favoritisme (en). Chaque comité de section couvre différents domaines spécialisés, à savoir :
1. informatique ;
2. mathématiques ;
3. astronomie et physique ;
4. chimie ;
5. sciences de l'ingénieur ;
6. sciences de la Terre et science de l'environnement ;
7. biologie moléculaire (“molecules of life”)[44] ;
8. biologie cellulaire ;
9. organismes multicellulaires ;
10. démographie (“patterns in populations”)[45].

### Admission
Les nouveaux membres sont admis à la Royal Society lors d'une cérémonie officielle tenue chaque année en juillet, moment où ils signent l'engagement suivant :
« We who have hereunto subscribed, do hereby promise, that we will endeavour to promote the good of the Royal Society of London for Improving Natural Knowledge, and to pursue the ends for which the same was founded; that we will carry out, as far as we are able, those actions requested of us in the name of the Council; and that we will observe the Statutes and Standing Orders of the said Society. Provided that, whensoever any of us shall signify to the President under our hands, that we desire to withdraw from the Society, we shall be free from this Obligation for the future. »
« Nous soussignés, promettons par la présente que nous nous efforcerons de promouvoir le bien de la Royal Society of London for Improving Natural Knowledge, et de poursuivre les fins pour lesquelles elle a été fondée ; que nous mènerons, dans la mesure de nos moyens, les actions qui nous sont demandées au nom du Conseil ; et que nous nous conformerons aux Statuts et Règlements de ladite Société. Toutefois, chaque fois que quiconque d'entre nous signifiera au Président en exercice qu'il désire se retirer de la Société, nous serons libérés de cette obligation pour le futur. »
Depuis 2014, les portraits des membres pris lors de la cérémonie d'admission sont publiés sans restriction de droits d'auteur sur Wikimedia Commons sous une licence Creative Commons qui permet une réutilisation plus large,.

## Bourses de recherche et autres récompenses

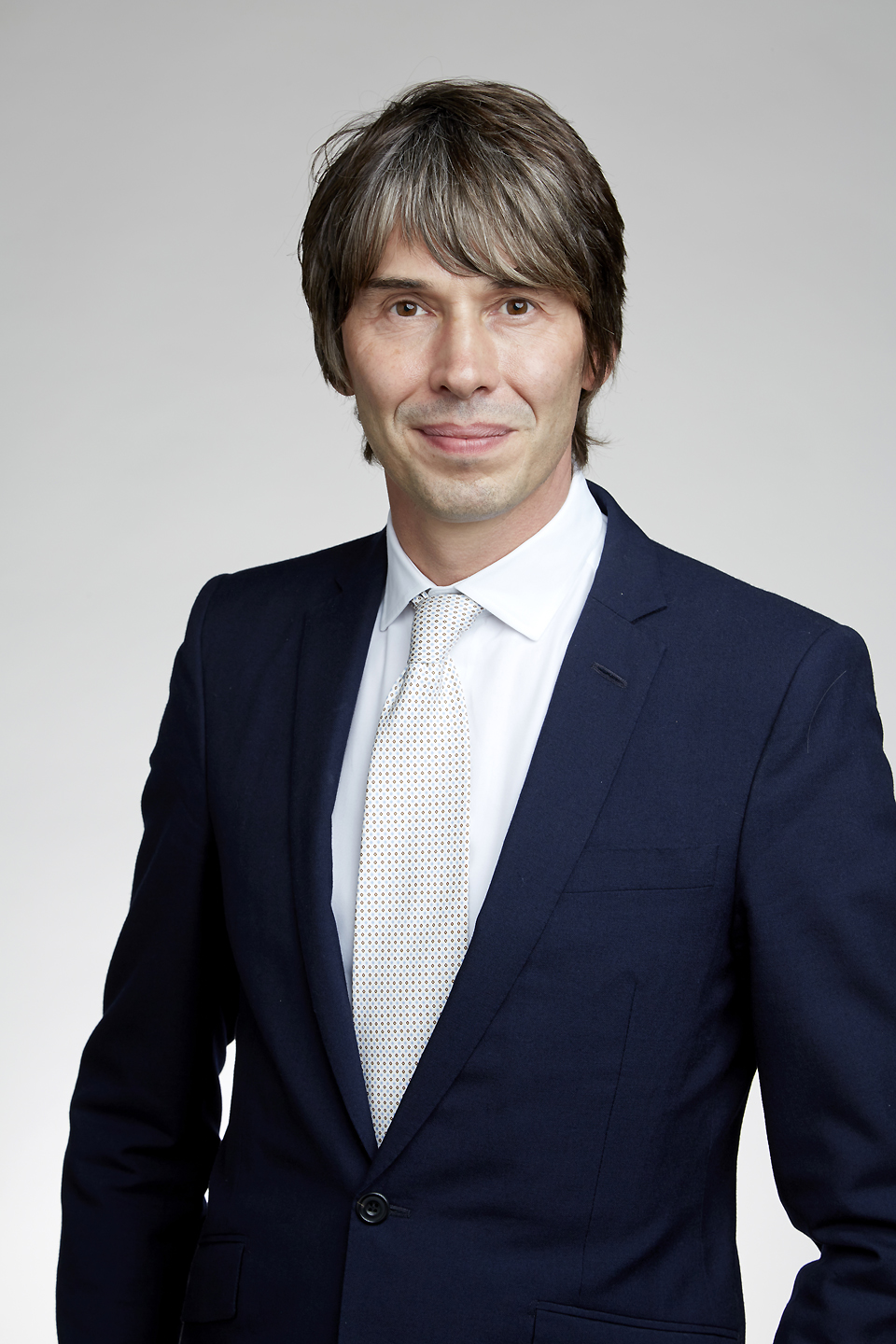
Brian Cox, professeur de physique, a été élu membre de la Royal Society en 2016 après avoir obtenu une bourse de recherche universitaire de la Royal Society (URF) de 2005 à 2013

Outre l'élection des membres permanents (FRS, ForMemRS et HonFRS), la Royal Society décerne des bourses pour lesquelles les candidats déposent une demandent plutôt que sur nomination. Ce sont des bourses de recherche et les titulaires sont connus sous le nom de Royal Society Research Fellows.
- Les bourses de recherche universitaire de la Royal Society (URF) sont destinées à des scientifiques exceptionnels au Royaume-Uni qui en sont au début de leur carrière de chercheur et ont le potentiel de devenir des leaders dans leur domaine[51]. Parmi les anciens titulaires, certains ont été élus FRS à une date ultérieure, comme Richard Borcherds (1994), Jean Beggs (1998), Frances Ashcroft (1999), Athene Donald (1999) et John Pethica (1999)[52]. Parmi les lauréats les plus récents, on trouve Terri Attwood, Sarah-Jayne Blakemore, Brian Cox, Sarah Bridle, Shahn Majid, Tanya Monro, Beth Shapiro, David J. Wales et Katherine Willis.
- Les bourses de recherche senior de la Royal Society Leverhulme Trust sont destinées à des scientifiques plus avancés dans leur carrière, qui bénéficient d'une période de recherche à temps plein sans tâches d'enseignement ou d'administration ; elles sont financées par le Leverhulme Trust (en)[53].
- Les bourses avancées Newton offrent aux chercheurs internationaux établis la possibilité de développer les atouts et le potentiel de recherche de leur groupe de recherche. Elles sont financées par le fonds Newton (Newton Fund) dans le cadre de l'aide publique au développement du Royaume-Uni[54].
- Les bourses de l'industrie sont destinées aux universitaires scientifiques qui souhaitent développer sur un projet en collaboration avec l'industrie et aux scientifiques de l'industrie qui souhaitent développer un projet en collaboration avec une organisation universitaire[55].
- Les bourses Dorothy Hodgkin sont destinées à des scientifiques exceptionnels du Royaume-Uni, au début de leur carrière de chercheur, qui ont besoin d'un modèle de travail flexible pour des questions personnelles. Ces bourses portent le nom de la chimiste Dorothy Hodgkin[56].

En plus de l'élection de membres (FRS, HonFRS et ForMemRS) et des bourses de recherche décrites ci-dessus, la Royal Society décerne plusieurs autres prix, conférences et médailles de la Royal Society (en).